# Dendropemon oblanceolatus
Dendropemon oblanceolatus är en tvåhjärtbladig växtart som beskrevs av Kuijt. Dendropemon oblanceolatus ingår i släktet Dendropemon och familjen Loranthaceae. Inga underarter finns listade i Catalogue of Life.